# Kovatchevitsa

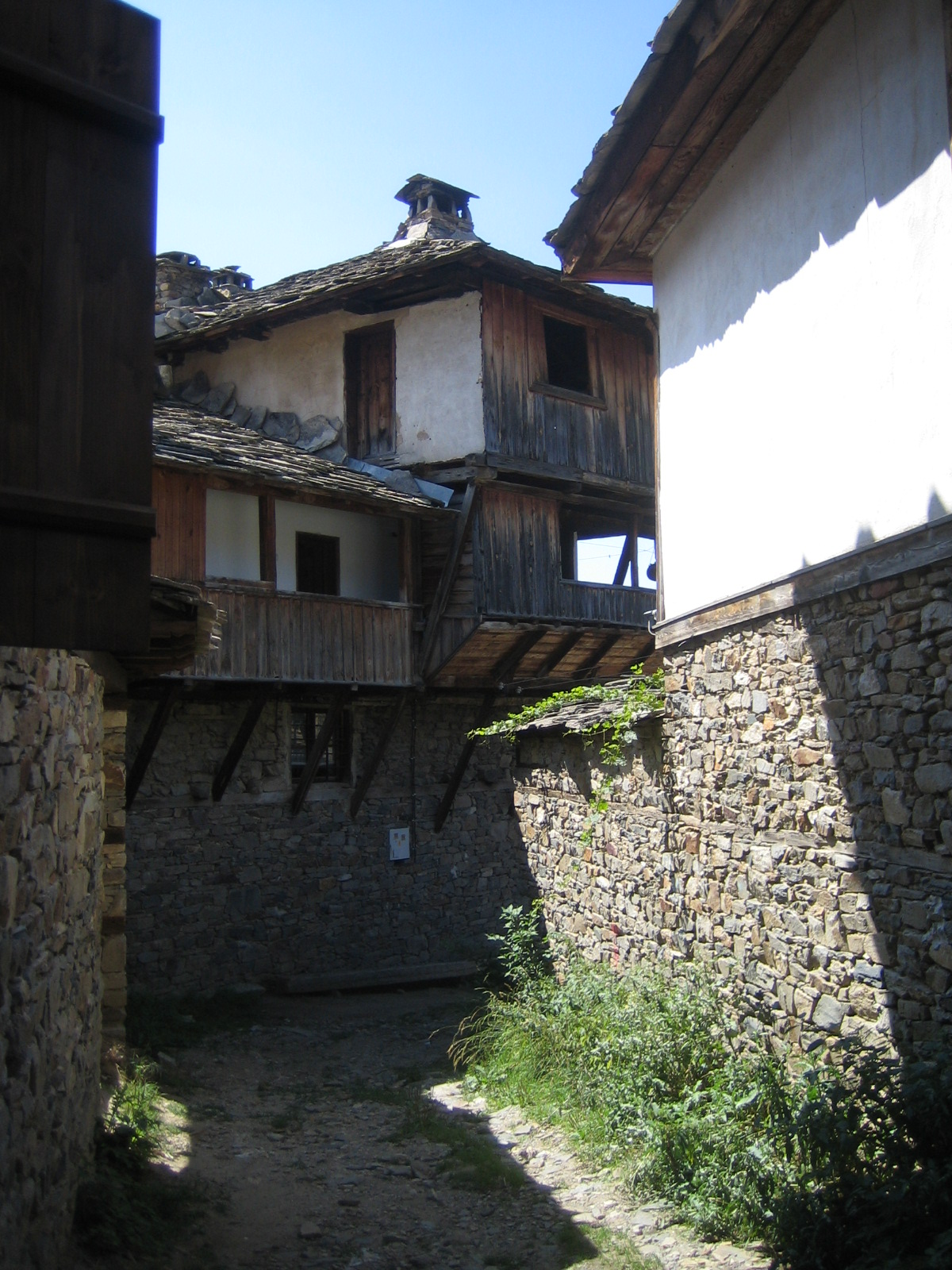
rue de Kovačevica

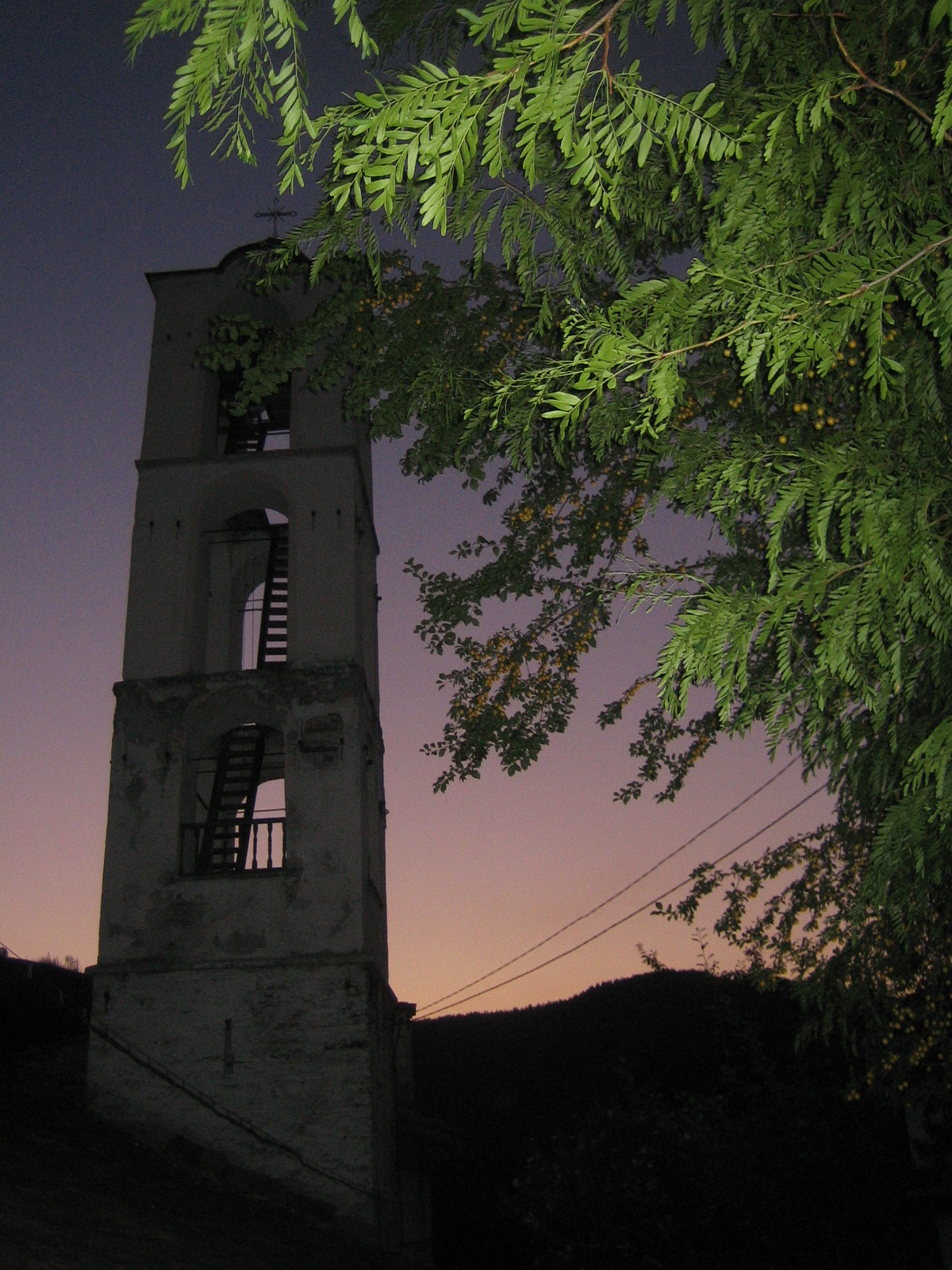
Clocher de l'église Saint-Nicolas de Kovačevica

Kovatchevitsa (en bulgare Ковачевица, translittération internationale Kovačevica) est un village-musée de Bulgarie du sud-ouest, situé dans l’oblast de Blagoevgrad, obština de Gărmen.

## Géographie
Kovačevica se trouve dans la partie la plus occidentale des Rhodopes, à environ 24 km de la ville de Goce Delčev, à 5 km au nord du village pomak de Gorno Drjanovo et 7 km au nord de Leshten.
Le village est situé sur la rivière Kanina (affluent gauche de la Mesta), au bord de laquelle se trouvent quelques terrains cultivables. Un chemin de randonnée mène de la vallée à Goce Delčev.

## Histoire
Les registres de population ottomans signalent des implantations à cet endroit depuis le XVe siècle.
Le village n’apparut vraiment en tant que tel qu’au XVIIe siècle, à l’époque de la première islamisation forcée des populations bulgares. Il a été fondé par des Bulgares orthodoxes émigrés du village de Ribnovo et vraisemblablement de Bansko. Au XVIIIe siècle, des populations provenant de Macédoine occidentale s’installèrent à Kovačevica. Aujourd’hui encore, ces deux origines de la population sont matérialisées par les deux parties principales du village : la partie haute (Baneva) et la partie basse (Arnautska). Le nom du village viendrait, selon les habitants, du mot bulgare désignant le forgeron (kovač, ковач) et aurait désigné à l’origine la femme d’un forgeron et maître maçon célèbre dans toute la région, Marko.

## Patrimoine naturel et historique
Réserve naturelle de Tămna gora (Тъмната гора, « la forêt sombre ») : fondée en 1962, elle est particulièrement remarquable pour ses forêts de sapins, de hêtres et d’épicéas. Située entre 1400 et 1 600 m d’altitude, elle s’étend sur 30,2 ha et présente une grande variété florale et animale.
Le village de Kovačevica, qui a conservé son aspect authentique des XVIIIe et XIXe siècles, est un écomusée (en bulgare архитектурен резерват, arhitekturen rezervat) : ses maisons de pierre et de bois, dont les constructeurs étaient réputés dans tous les Balkans à l’époque de la construction, sont caractéristiques du style de la Renaissance bulgare tel qu’il a été pratiqué dans les Rhodopes occidentales. Les balcons-terrasses en bois qui couronnent les édifices, (чардак, čardak), ouverts l’été et fermés à l’aide de panneaux de bois pendant l’hiver, donnent un cachet particulier au village, tout comme ses toits de lauzes. Kovačevica est un des villages-musées les plus connus de Bulgarie, et les résidences secondaires y sont nombreuses. Les étroites ruelles du village ont servi de cadre à de nombreux films bulgares. Kovačevica est également le cadre d’un roman de l’écrivain bulgare Georgi Danailov (né en 1936), Une maison au-delà du monde (Kăšta otvăd sveta, 1996).

Photos de Kovačevica
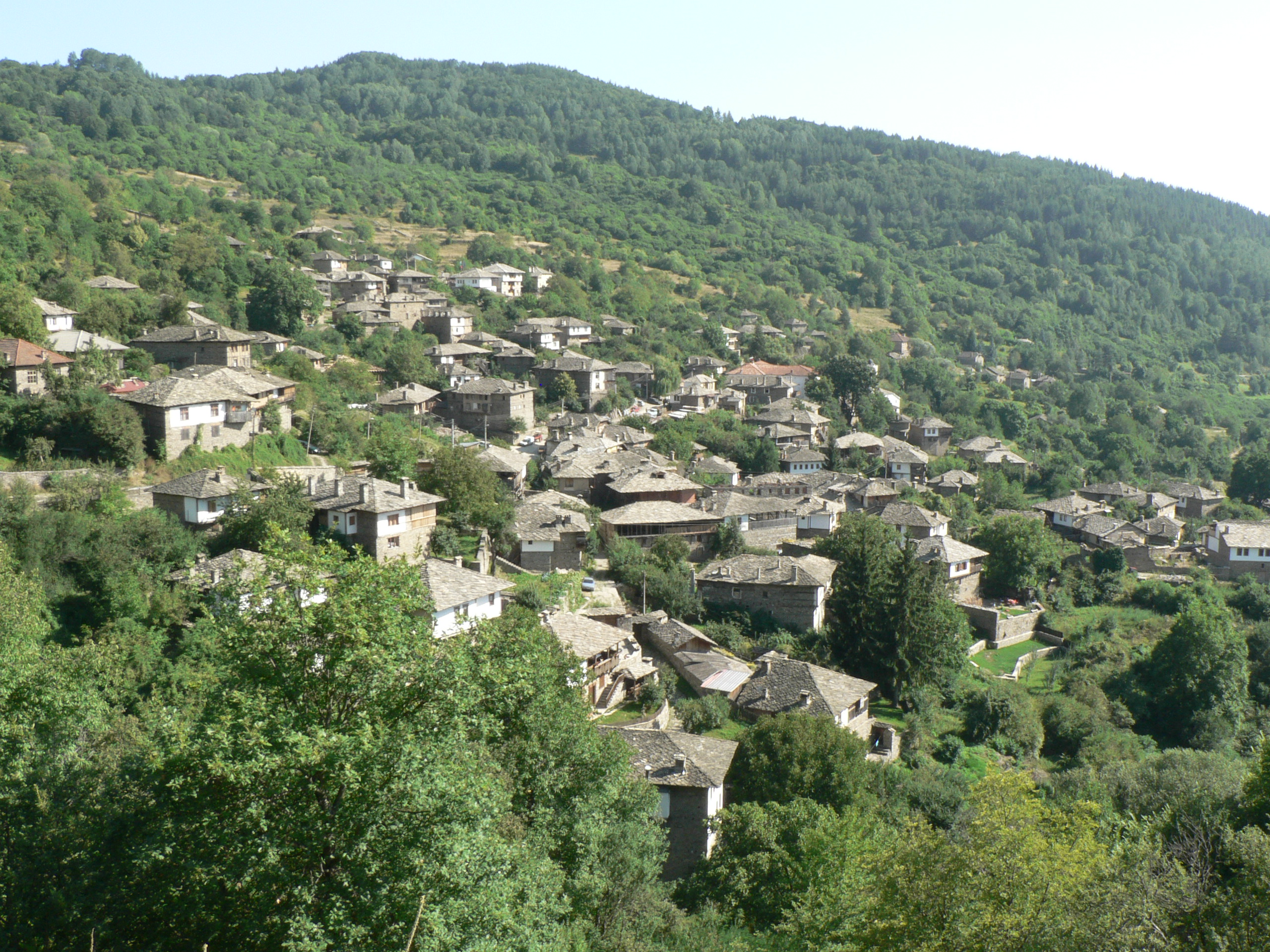
Vue générale du village
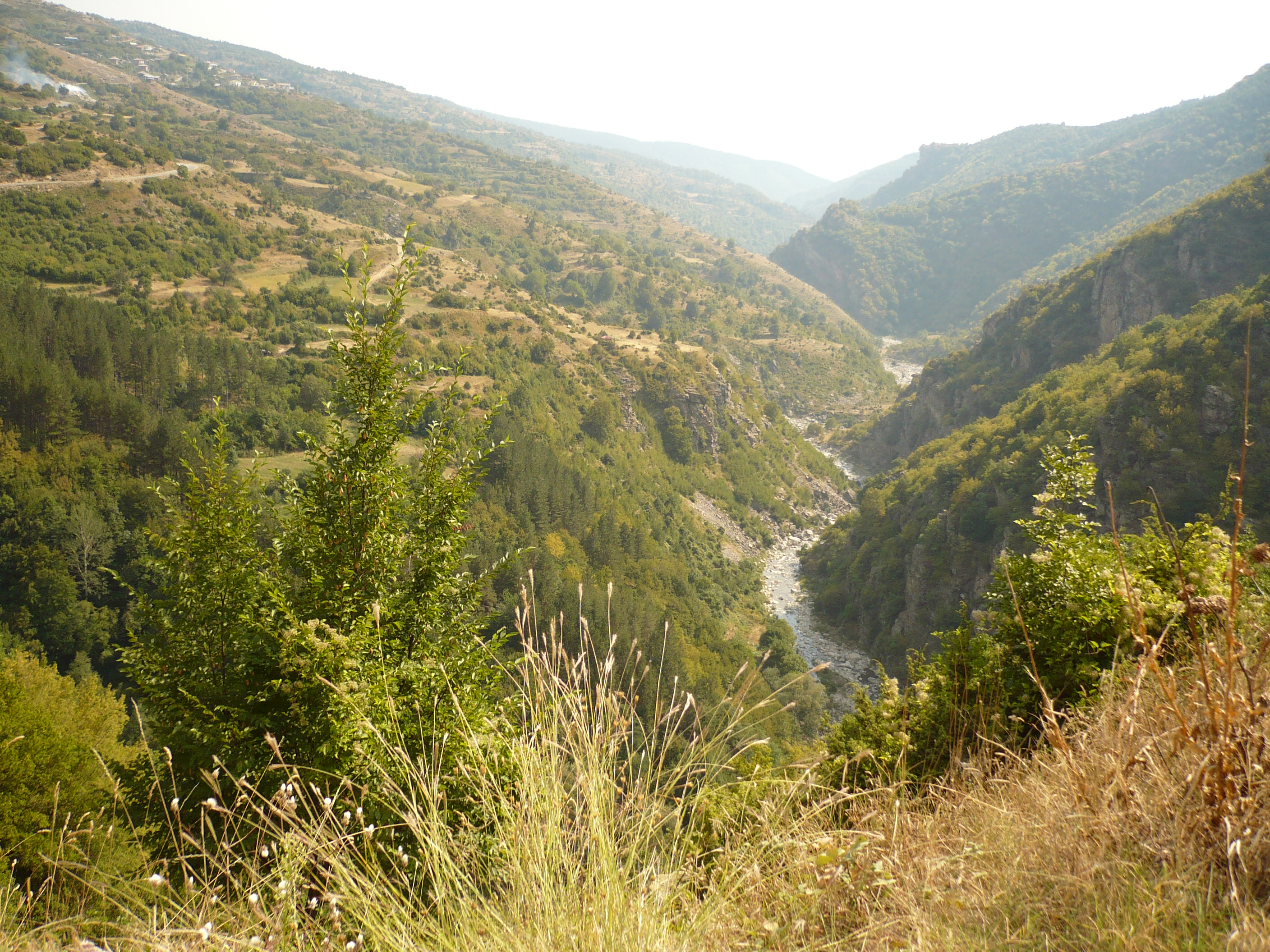
La vallée de la Kanina
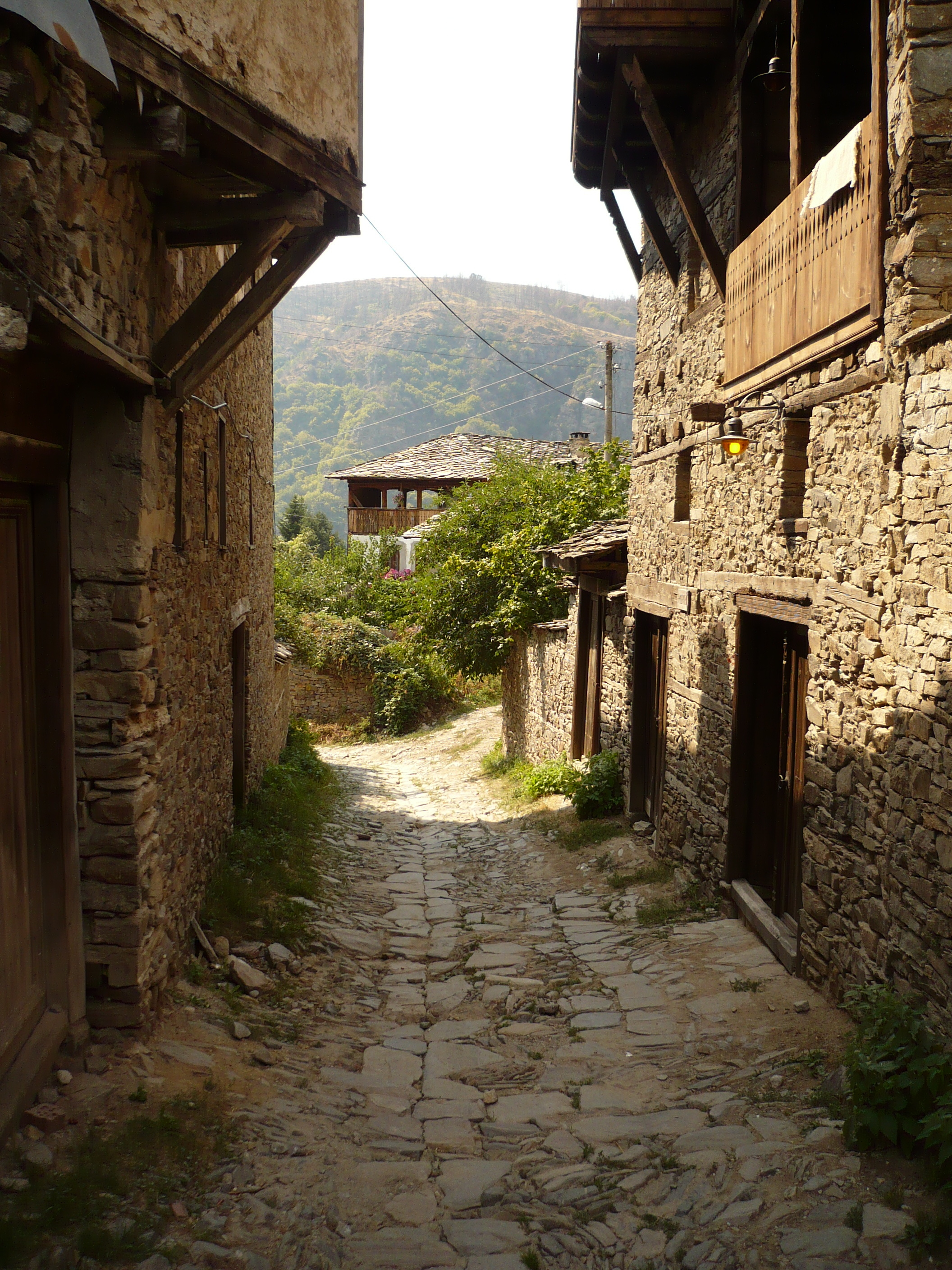
Une rue du village
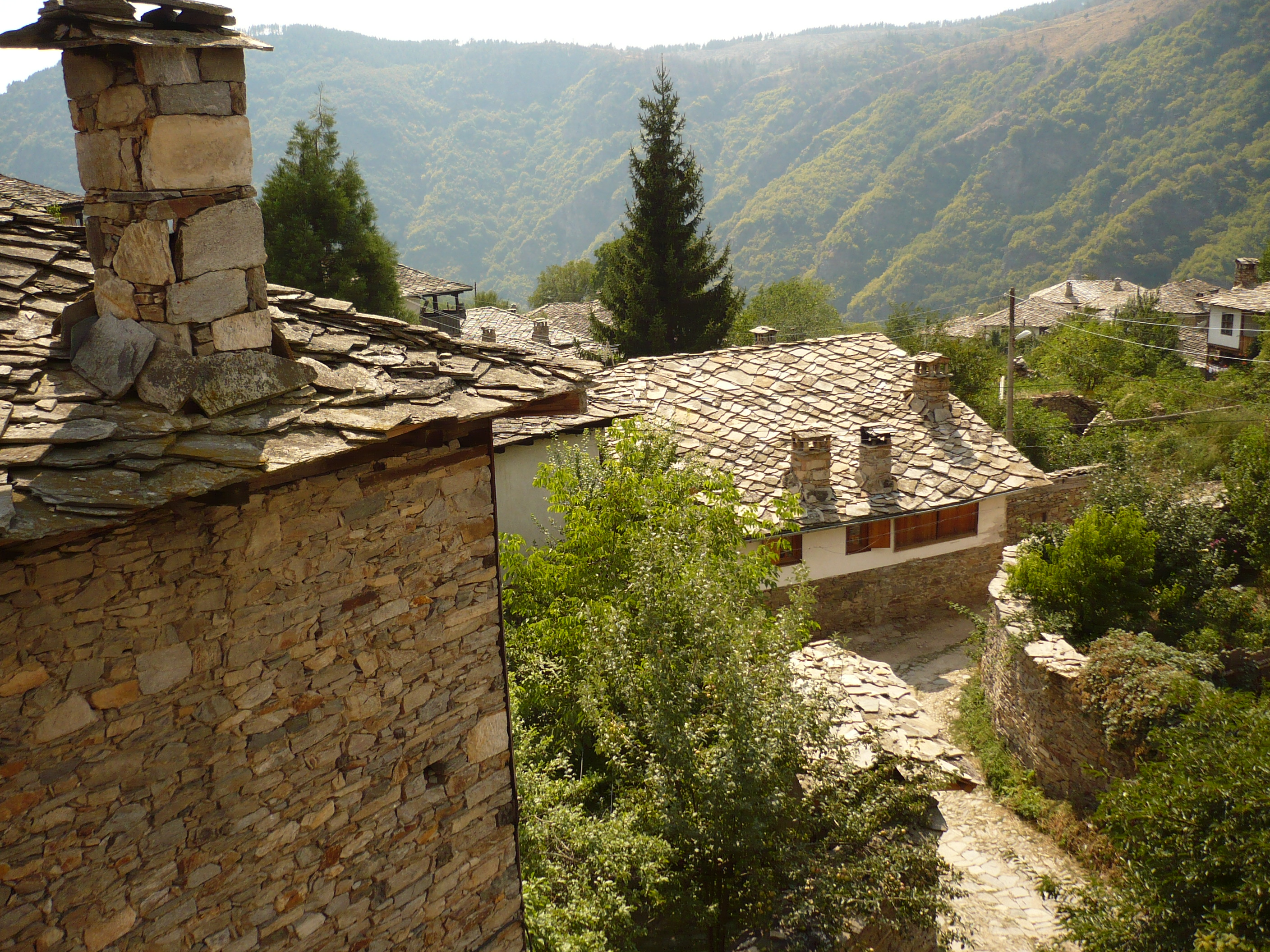
Vue depuis le balcon (чардак/čardak) d’une maison de style Renaissance bulgare
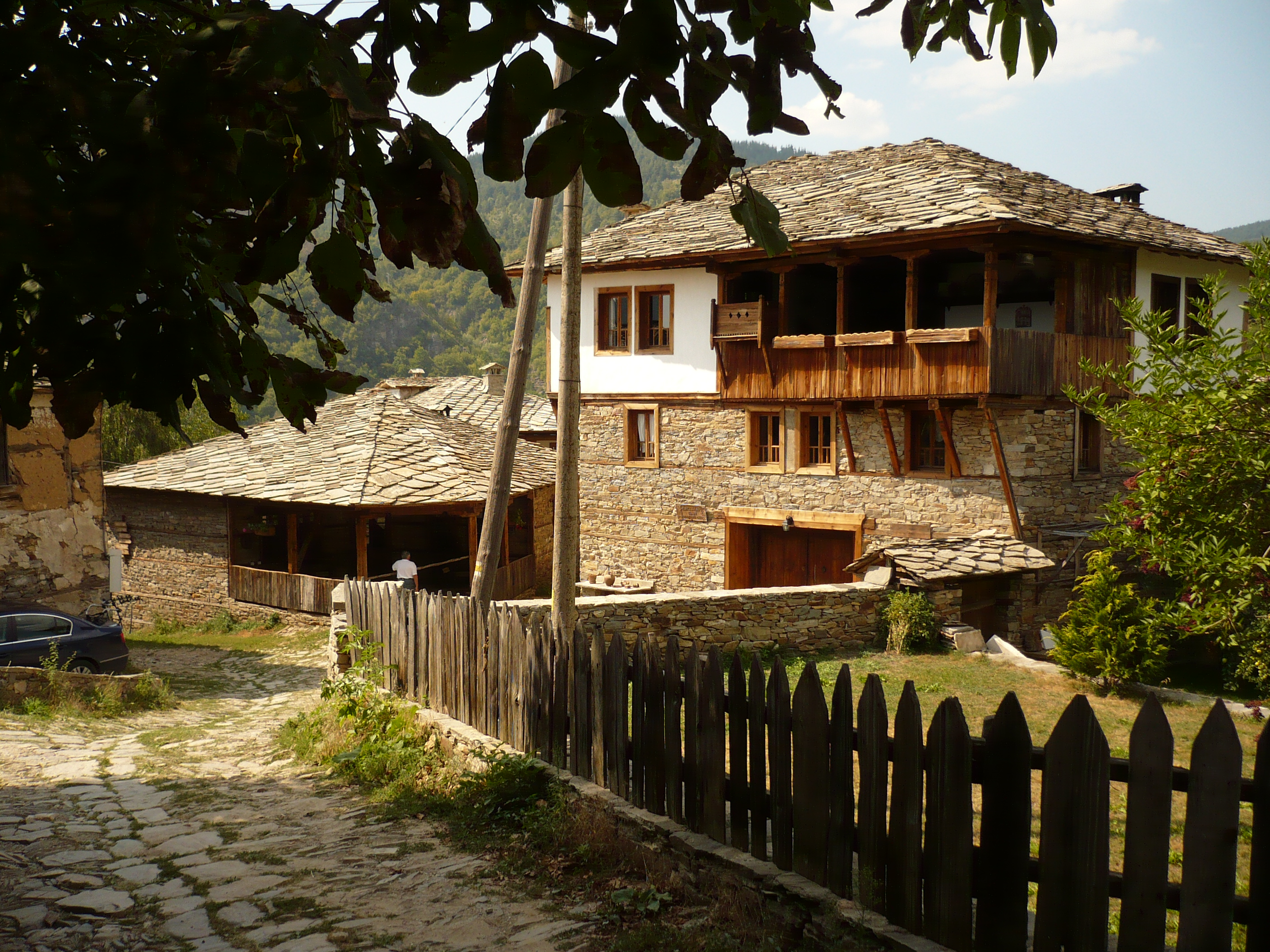
Maisons traditionnelles dans une rue escarpée
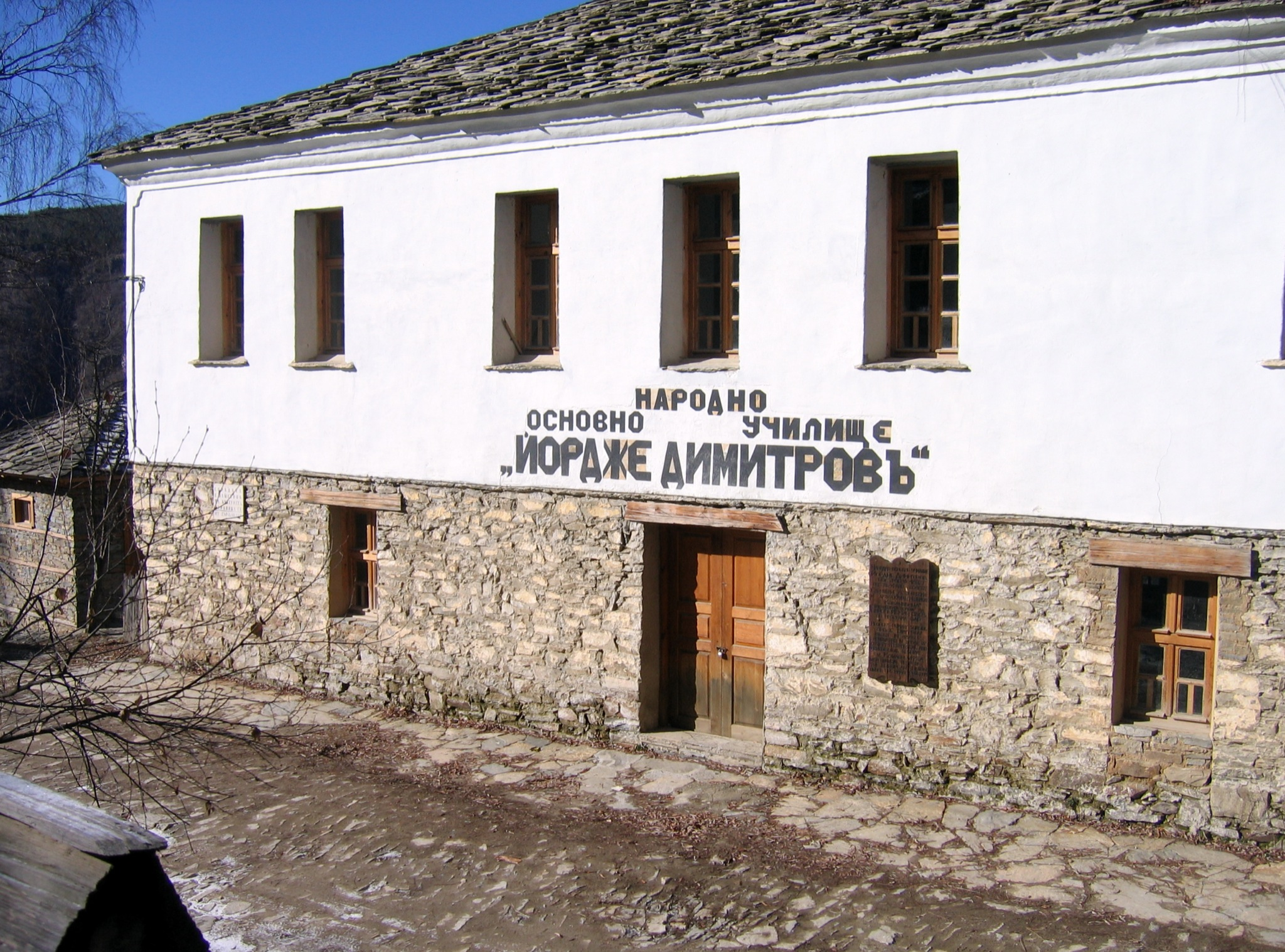
« École primaire nationale » Jordže Dimitrov
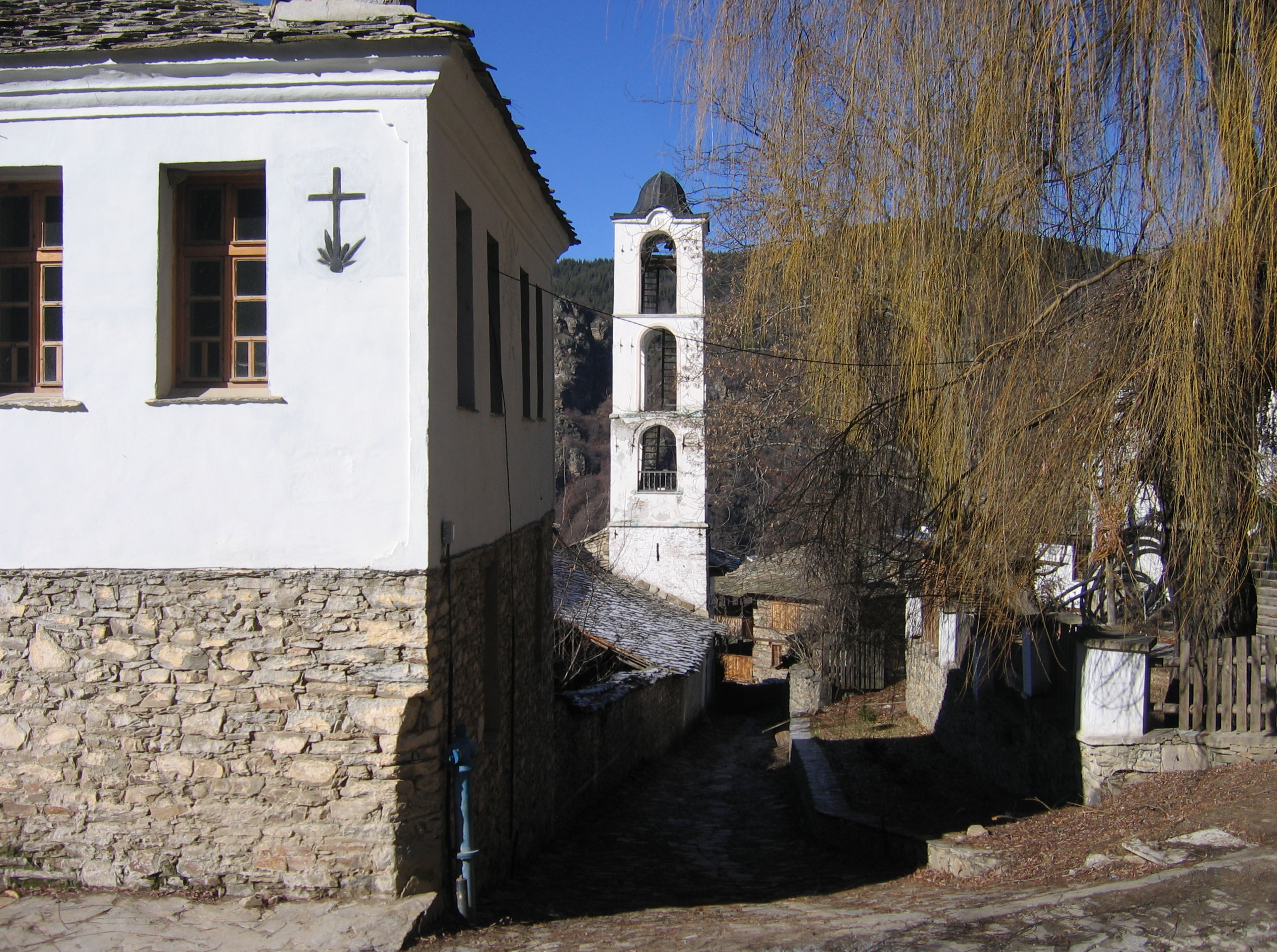
Église Saint-Nicolas
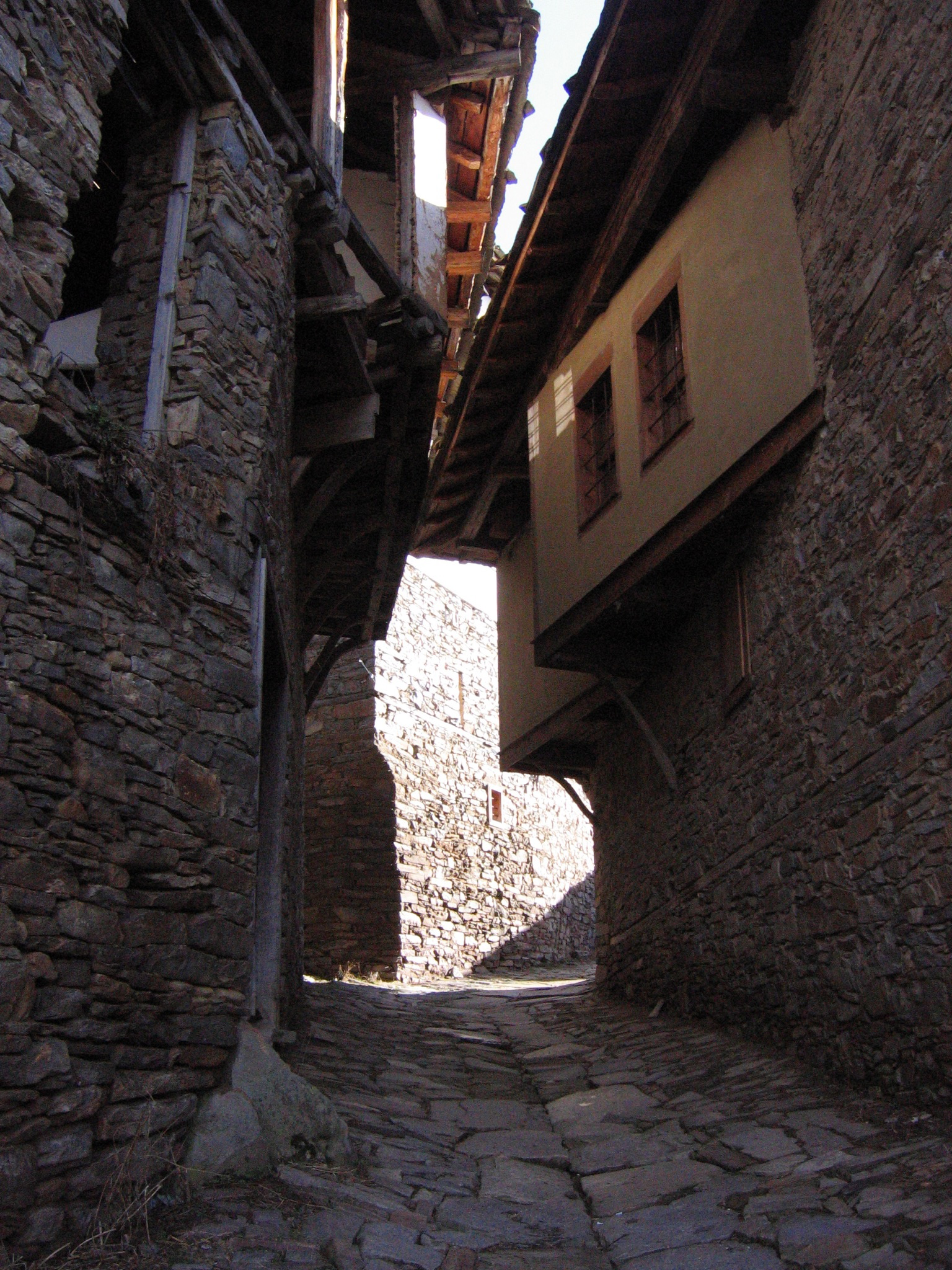
Maisons au centre du village
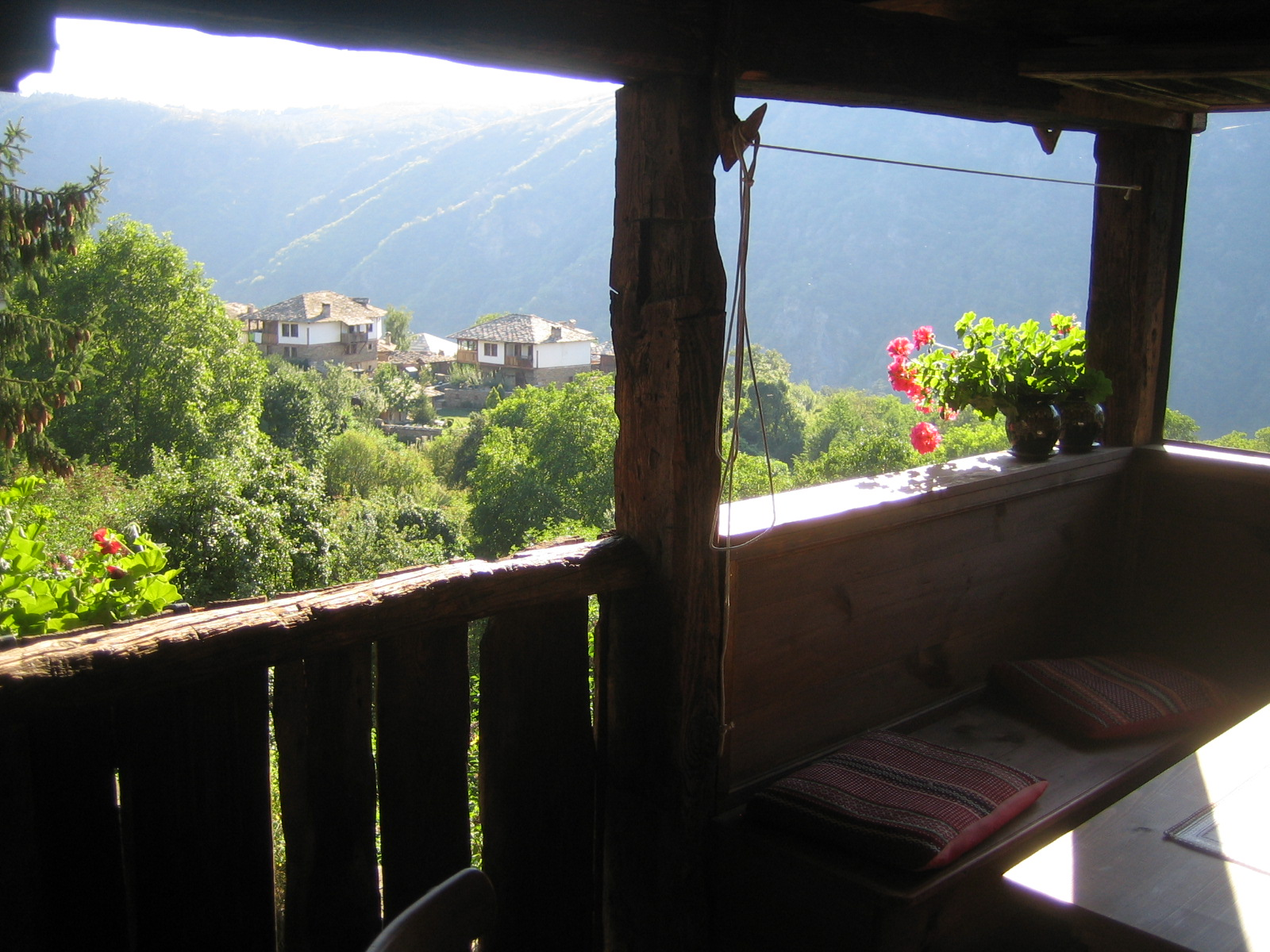
Vue partielle du village, vu d'un čardak (balcon-terrasse)
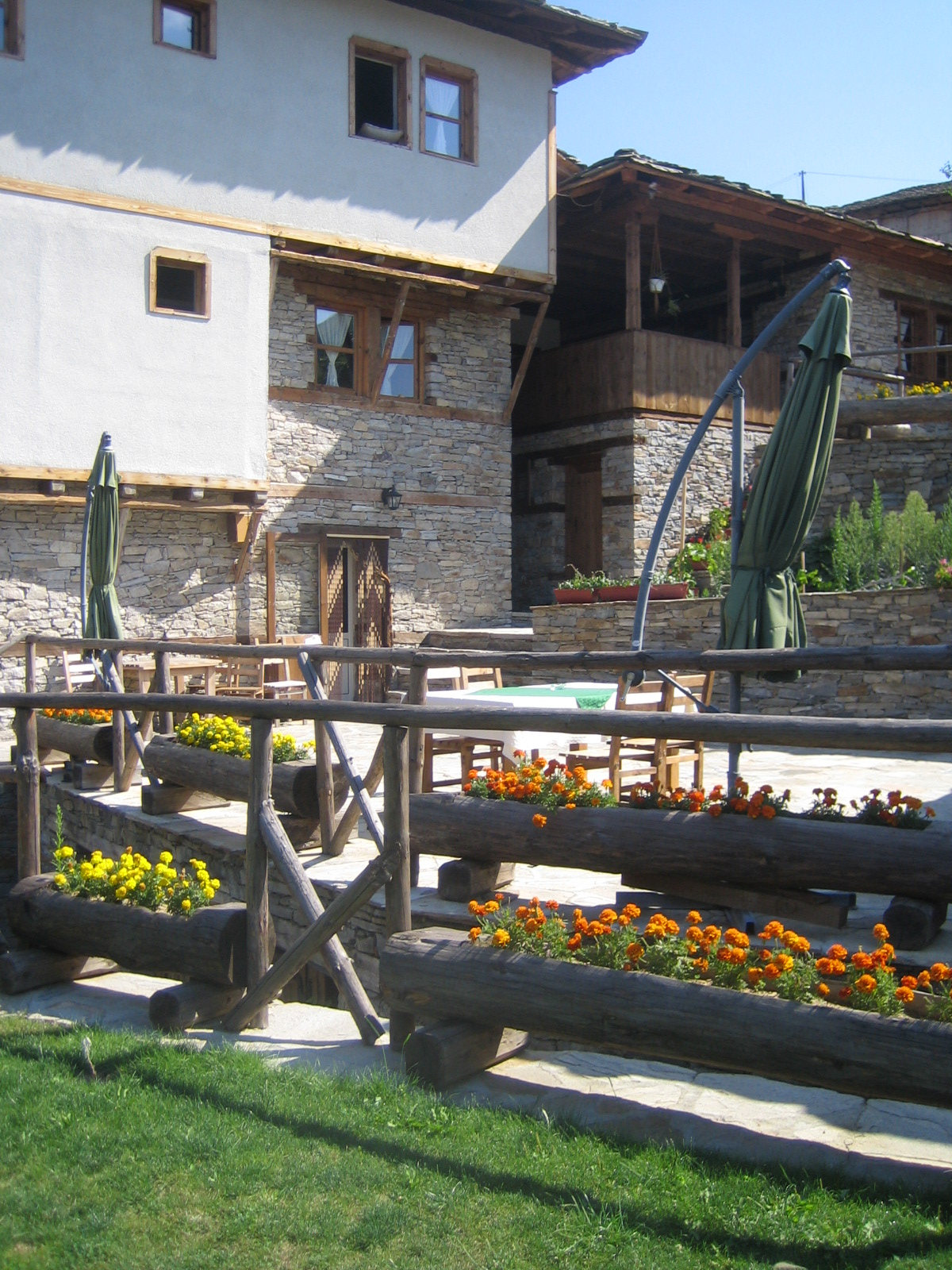
Terrasse de restaurant à Kovačevica
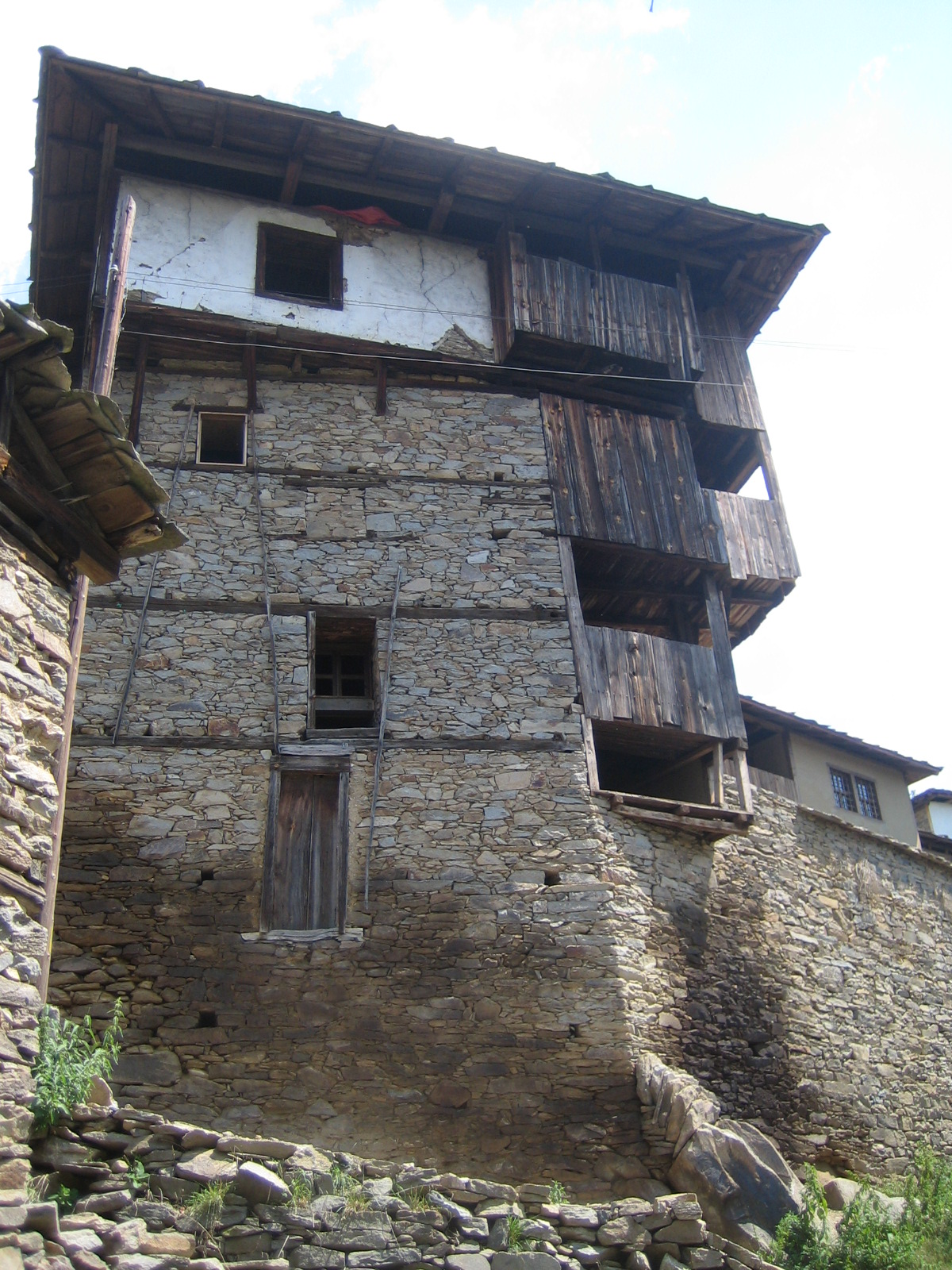
Maison à Kovačevica
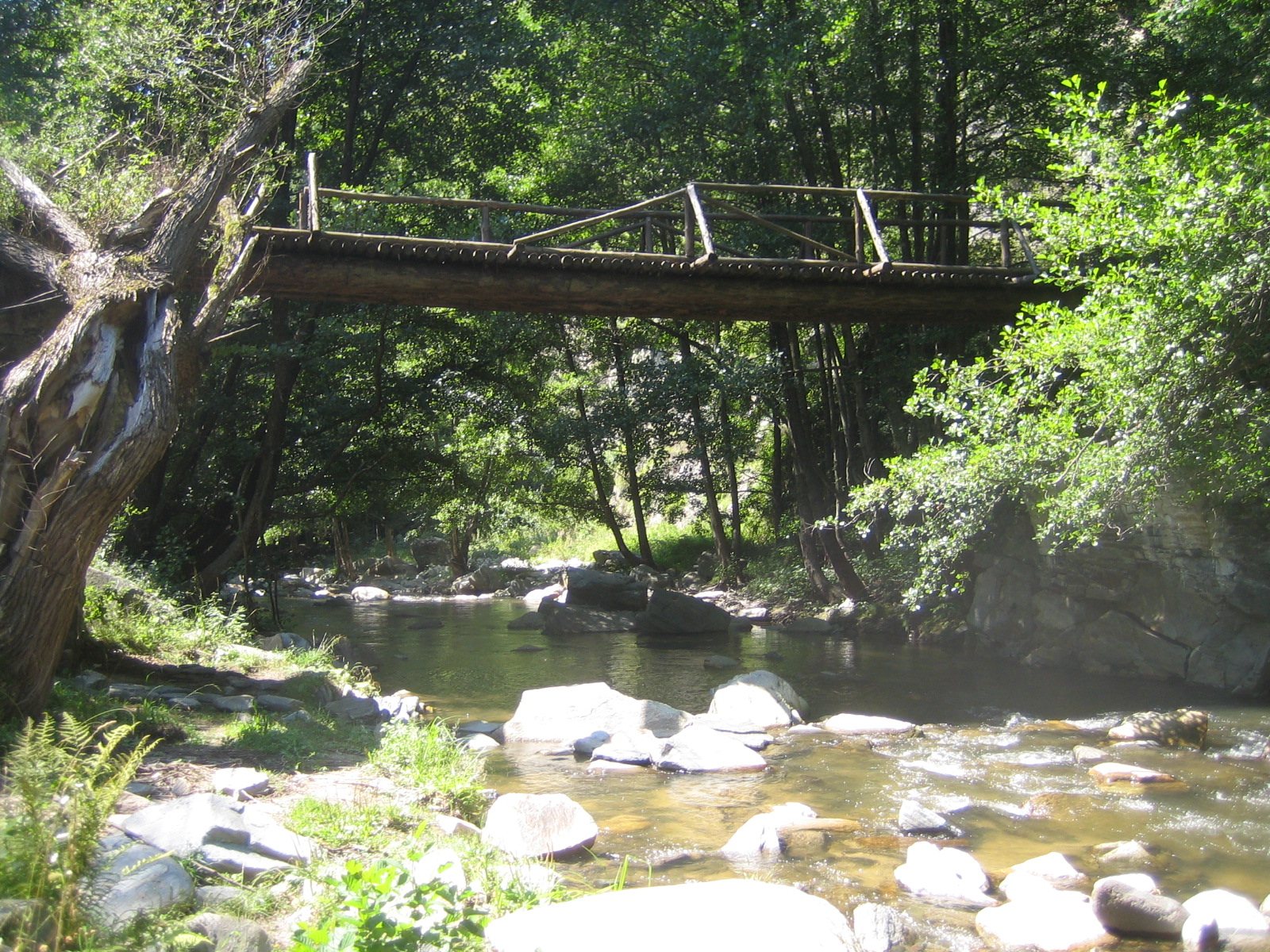
Pont sur la Kanina près de Kovačevica

## Personnalités liées à la ville
- Ljudmil Stojanov (1886 - 1973), écrivain bulgare.